# Stade Sous-Ville
Das Stade Sous-Ville ist ein Fussballstadion und befindet sich in der Gemeinde Baulmes im Bezirk Jura-Nord vaudois (Kanton Waadt). Es ist die Heimstätte der Fussballclubs FC Baulmes und des FC Le Mont-sur-Lausanne. Das Fussballstadion wurde 2007 neu gebaut und ist im Besitz der Gemeinde Baulmes. Die Spielstätte bietet heute insgesamt 4'000 Besuchern Platz. Die Spielfläche besteht aus Naturrasen.